# Lutgarda
Santa Lutgarda (Tongres, Bélgica, 1182 - Abadía de Aywiers, Bélgica, 16 de junio de 1246) fue una de las más grandes místicas del siglo XII. Junto con Santa Gertrudis y Santa Matilde, es una de las primeras propagadoras de la devoción del Sagrado Corazón de Jesús. Cinco siglos antes que Santa Margarita María Alacoque, fue la primera en practicar la devoción al Sagrado Corazón. Su biografía fue escrita por el dominico Tomás de Cantimpré. Fue inscrita en el Martirologio Romano en 1584.

## Biografía
Hija de ricos burgueses de Tongres, Lutgarda fue llevada a la edad de doce años a un monasterio benedictino de Santa Catalina en Tongres.
Cuando tenía 17 años «la vida mística la invadía como un huracán» (Jacques Leclercq). Su vida cambió y tuvo una visión de Jesucristo, quien le mostraba la herida de su costado. Esta aparición es considerada como la primera visión medieval del Sagrado Corazón de Jesús.
A partir de entonces, Lutgarda tuvo numerosas experiencias místicas, visiones, levitaciones, éxtasis y estigmas. Además, poseía el don de la sanación y el Don de lenguas, lo cual le permitía comprender los salmos en latín. Oraba por los pecadores y enfermos y meditaba largamente sobre la Pasión de Cristo; sus hermanas observaban cómo su propia sangre se escurría después de un profundo éxtasis. Lutgarda fue elegida priora con solo 25 años de edad. Rechazó el puesto y buscó una vida retirada y de más austeridad para entrar al fin en la Abadía de Aywiers, en la Provincia del Brabante Valón a pesar de que solo hablaba flamenco, dialecto del neerlandés hablado en Flandes.
Quedó ciega y pasó sus últimos doce años de vida en el silencio y en la humildad. Al parecer, Cristo le anunció la fecha de su muerte: 16 de junio de 1246.

## Palabras papales
«Deseo vivamente que se continúe difundiendo con perseverancia el verdadero culto al Sagrado Corazón de Cristo y que todos nos esforcemos por encontrar los medios más aptos en su presentación y aplicación a fin de que el hombre de hoy, con la mentalidad y sensibilidad que le son propios, descubra en Él la verdadera respuesta a sus preguntas» Juan Pablo II - 5 de octubre de 1986